# Departamento de Aleg
Aleg es un departamento de la región de Brakna, en Mauritania. En marzo de 2013 presentaba una población censada de 101 512 habitantes. Está formado por las siguientes comunas, que se muestran asimismo con población de marzo de 2013:
- Aleg 21,748
- Aghchorguitt 10,156
- Bouhdida 19,670
- Cheggar 9,180
- Djellwar 7,457
- Mal 33,301[1]